# Gesangsregister
Gesangsregister bezeichnen körperliche Einstellungen beim menschlichen Gesang, die bestimmte Tonhöhen und Klangfarben hervorrufen. In verschiedenen Tonhöhenbereichen unterscheidet sich der Klangeindruck der unausgebildeten menschlichen Stimme deutlich und es können Brüche zwischen diesen Bereichen auftreten. Da es das Ideal des europäischen Kunstgesanges ist, diese Stimmqualitäten auszugleichen und die Übergänge unmerklich zu machen (Registerausgleich), spielt der Registerbegriff in der Gesangspädagogik und in der Erforschung der menschlichen Gesangsstimme eine besonders wichtige Rolle.

## Definition

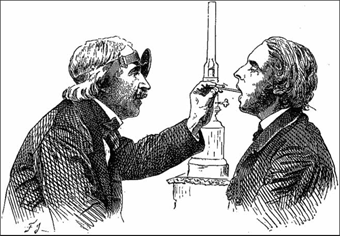
Abbildung 1: Die Laryngoskopie. Aus: Garcia, 1884

Für die Registerdefinition und -einteilung existieren zwei verschiedene Herangehensweisen:
1. die allgemein verbreitete phänomenologische oder akustische Definition: „Eine allgemein verbreitete Definition besagt, dass ein Register ein Phonationsfrequenzbereich [das heißt Stimmlagenbereich] ist, in dem alle Töne so wahrgenommen werden, als seien sie auf ähnliche Weise entstanden und besäßen ein ähnliches Timbre“ (Sundberg, 1997).[1]
2. die funktionale oder laryngeale Definition, sie beruht auf den Erkenntnissen von Manuel Patricio Rodríguez García, dem Erfinder des Kehlkopfspiegels, seit etwa Mitte des 19. Jh. Demnach ist ein Register eine Serie homogener (gleichklingender) Töne, die durch einen Mechanismus des Stimmapparates gebildet werden, die man von einer anderen Serie homogener Töne unterscheiden kann, die auf einem anderen, unterschiedlichen Mechanismus beruhen.[2]

Da sich die aus den beiden Definitionen ergebenden Registereinteilungen durchaus nicht decken müssen und die erste Definition einen nicht unerheblichen subjektiven Anteil besitzt, ist es verständlich, dass es viel Verwirrung und Streit um die Register und ihre Einteilung gibt. Daher soll im Folgenden getrennt nach den beiden Definitionen vorgegangen werden.

## Registereinteilung

### Phänomenologische Register
Die folgende Aufstellung versucht, die gebräuchlichsten Bezeichnungen und Beschreibungen für die phänomenologischen Register aufzuführen.
- Das Strohbassregister, Schnarrregister oder Pulsregister ist das tiefste bei Männern, selten auch bei Frauen auftretende Register. Es erzeugt knarrende tiefe Geräusche im Bereich unterhalb von ca. 70 Hz. In diesem Frequenzbereich werden die Schwingungen als einzelne „Pulse“ wahrgenommen. Der Einsatz des Strohbassregisters ist im europäischen Kunstgesang nicht üblich, wohl aber z. B. beim Gesang bestimmter asiatischer Völker („Untertongesang“).
- Das Bruststimmregister wird auch als Vollstimme oder als Modalstimme bezeichnet und ist beim Mann das Hauptregister der mittleren Tonlage, bei der Frau das tiefste Register. Bei der Frau wird die Bruststimme im modernen europäischen Kunstgesang zumeist vermieden oder als besonderes Ausdrucksmittel in der tiefsten Lage verwandt. Vielfacher Gebrauch im Popbereich.
- Die Mittelstimme oder voix mixte stellt eine klangliche Mischung aus Brust- und Falsett- bzw. Kopfstimme dar. Die Mittelstimme hat bezüglich des Registerausgleiches als „Vermittlerin“ zwischen den Registern eine besondere Bedeutung. Die Mittelstimme ist bei der Frau das Hauptregister der mittleren Tonlage.
- Die Bezeichnung Kopfstimme wird entweder als Synonym für die Mittelstimme verwandt oder als Synonym für das Falsett, gelegentlich wird ihr eine darüber hinausgehende eigene Bedeutung zugemessen. Von der Kopfstimme wird oft auch bei den hohen, gestützten Tönen der Männer oberhalb des männlichen Passaggio gesprochen. Für die meisten Sänger ist das Passagio, der Übergang zwischen Brust- und Kopfstimme, in höheren Lagen besonders wichtig und bei unausgebildeter Stimme oft deutlich hörbar. Bei Sängerinnen ist er im Allgemeinen weniger ausgeprägt.
- Das Falsett ist, abgesehen vom Pfeifregister, der höchste Bereich der Stimme. Beim Mann ergibt sich bei der ungeübten Stimme ein hauchiger, relativ schwacher um eine Oktave hochgestellter Klang, wie bei der Imitation der weiblichen Stimme. Die ausgebildete Falsettstimme ist die des Countertenors oder Altus und durch eine gute Tragfähigkeit und klangliche Beimischung in der Tiefe durch Brust- und Kopfstimme gekennzeichnet. Als Synonym für Falsett wird gelegentlich Fistelstimme verwandt. In der Regel wird aber als Fistelstimme nur die hauchige, schwache Falsettstimme des unausgebildeten Sängers angesprochen.
- Das Pfeifregister (auch Flageolettregister genannt) ist das höchste Register der menschlichen Stimme. Es wird normalerweise benutzt, um Töne ab etwa e’’’ (e3, internationale Bezeichnung E6) zu produzieren. Diese Töne erlauben keine Schwelltöne, Artikulation und Vokaldifferenzierung mehr. Sehr selten können auch Männer mit dieser Pfeifstimme singen.

### Funktionale Register

Abb. 2: Schematische Darstellung einer Stimmlippe im Querschnitt

Abb. 3: Bewegung der Stimmlippen in der Modalfunktion, nach Hirano, 1968

Grundlage der Funktionalen Registereinteilung sind einerseits physiologische messende Untersuchungen mit Hilfe moderner Untersuchungstechniken wie z. B. Elektroglottogrammen (EGG), bei denen die Öffnungs- und Schließphasen der Stimmritze gemessen werden, oder die direkte stroboskopische Beobachtung der Bewegungen der Stimmlippen. Andererseits wurden die Schallspektren der verschiedenen Registerbereiche und dabei insbesondere die dabei zu messenden Formantenausprägungen untersucht.
Grundsätzlich lassen sich folgende funktionale Register anhand der Tätigkeit der Stimmlippen unterscheiden:
- In der Strohbassfunktion sind die Vocalis-Muskeln, und damit die gesamten Stimmlippen, kurz und dick, entspannt und geschmeidig. Die Stimmlippen schwingen mit nur sehr kurzen Öffnungszeiten und langen Schließphasen, sie erzeugen dabei tiefe, knarrende Geräusche.
- In der Modalfunktion schwingen ebenfalls die gesamten Stimmlippen, wobei eine vertikale Phasendifferenz auftritt. Die Stimmlippen sind dick und besitzen eine vergleichsweise große vibrierende Masse und Vibrationsamplitude. Die Öffnungs- und Schließphasen sind im Vergleich zur Strohbassfunktion gleichmäßiger bis hin zum Überwiegen der Öffnungsphasen. Die erzeugten Töne entsprechen der Bruststimme.

Abb. 4: Bewegung der Stimmlippen in der Falsettfunktion

- In der Falsettfunktion sind die Stimmlippen dünn und die Vibrationsamplitude ist im Vergleich zur Modalstimme (Bruststimme) deutlich geringer. Es schwingen nur noch die Schleimhaut-Ränder (Randkanten) der Stimmlippen (in Abbildung 2 die Mucosa), weswegen hier auch von Randstimme gesprochen wird. Eine vertikale Phasendifferenz tritt nicht mehr auf. Die Öffnungsphase ist immer länger als die Schließphase, der Stimmlippenschluss ist dabei oft nur unvollständig, insbesondere bei behauchter Phonation. In der Literatur wird gelegentlich auch ein weiterer Mechanismus bei der Falsettstimme beschrieben: beim Übergang in die Falsettfunktion sollen die Stimmlippen durch die Stellung der Stellknorpel an den dem Stellknorpel zugewandten Teil derart verschlossen werden, dass nur noch ca. 2/3 der Stimmlippen bzw. deren Randkanten schwingen können.
- Das Pfeifregister ist bezüglich der Physiologie das bis ins 21. Jahrhundert am wenigsten erforschte Register der Stimme. Man nahm früher an, dass diese Töne entstehen, wenn die Stimmlippen maximal angespannt und bis auf eine kleine Restöffnung geschlossen sind. Sie würden demnach nicht oder kaum schwingen, und der Ton werde ähnlich wie beim Pfeifen mit dem Mund durch die Luftverwirbelung hinter der Restöffnung hervorgerufen.[4] Erst 2012 konnte der Phoniater Matthias Echternach mit modernen endoskopischen Methoden zeigen, dass diese Annahme falsch war; er erbrachte mithilfe eines Laryngoskops den Nachweis, dass die Stimmlippen sehr wohl auch in diesen Tonhöhen noch schwingen, mindestens bis in eine Tonhöhe von 1568 Hertz (3-gestrichenes g). Echternach wurde für diese Forschungsarbeit mit dem European Phoniatrics Voice Award 2014 ausgezeichnet.[5][6]

Lässt man Strohbass und Pfeiffunktion außer Betracht, ergeben sich zwei funktionale Register, die Modalfunktion und die Falsettfunktion. Gelegentlich finden sich auch 3-Register-Hypothesen. Der amerikanische Forscher und Gesangspädagoge Lloyd W. Hanson findet zwischen Modalfunktion und Kopfstimme einen Bereich, den er als middle voice oder mixed voice bezeichnet.
- Als wesentliches Charakteristikum schwingt nach Hanson bei der middle voice oder mixed voice der Vocalismuskel nicht mehr mit, aber das Ligament (Stimmband) ist noch an der Vibration beteiligt. Erst bei der Kopfstimme schwingen nur noch die Stimmbandränder ohne Beteiligung von Muskel und Ligament. Nach seiner Meinung ist dies das Register des Countertenors. Kopfstimme und Falsett unterscheidet er darin, dass bei Letzterem der Stimmbandschluss unvollständiger ist und dadurch die Stimme hauchiger ist.

Da die Terminologie insbesondere bei Falsett, Fistelstimme, Pfeifstimme bei einzelnen Autoren sehr uneinheitlich ist, ziehen es moderne Stimmforscher vor, mit objektiveren nummerierenden Bezeichnungen zu arbeiten. Ein Beispiel ist eine Arbeit von Henrich et al. Die Autoren führten Elektroglottogramm-Messungen an professionellen Sängern durch und konnten folgende vier Funktionen eindeutig unterscheiden:
- m 0 entspricht Strohbassfunktion
- m I entspricht Modalfunktion bei der Frau, Modalstimme und Kopfstimme beim Mann
- m II Falsettfunktion
- m III Pfeifstimme bei der Frau.

Diese Einteilung entspricht einer 2-Register-Hypothese und ist die zurzeit in der Forschung über die Gesangsstimme gebräuchlichste Bezeichnungsweise.
Nach Cornelius L. Reid kommen die beiden Grundregister, Brust- und Falsettregister, durch die unterschiedliche Zusammenarbeit der Muskeln des Kehlkopfs zustande: Das Brustregister und/oder Modalregister beruht auf der Dominanz der inneren Kehlkopfmuskeln bei geschlossener Stimmritze, das Falsett hingegen auf der Dominanz der außerhalb des Kehlkopfs gelegenen Stimmlippendehner (musculi cricothyroidei), und zwar bei vollständig geöffneter Stimmritze. Die inneren Kehlkopfmuskeln gehören funktional zum Atmungssystem, ihre Beteiligung an der Tonerzeugung ist offensichtlich, denn sie öffnen und schließen die Stimmritze. Die außen gelegenen Stimmlippenspanner hingegen, welche den Schildknorpel des Kehlkopfs kippen, sind an den peristaltischen Bewegungen während des Schluckens beteiligt. Der Einfluss der Stimmlippenspanner auf die Stimme ist die Tonhöhenregulierung, da sie die Stimmlippen verlängern und verdünnen.
Die voneinander unabhängige Innervierung dieser beiden Muskelgruppen macht nach Reid ein Training der Stimme möglich (Funktionale Stimmbildung): Man kann nämlich das Zusammenspiel der Muskeln verändern und so die Eigenschaften der Stimmlippen während der Tonerzeugung beeinflussen. Diese Eigenschaften, das sind die Dicke, Länge und Spannung der Stimmlippen. Da ein Ton durch Tonhöhe, Lautstärke und Klangfarbe (Vokal) bestimmt wird und da diese Eigenschaften wiederum die Dicke, Länge und Spannung einer Saite (in diesem Fall der Stimmlippen) verursachen, beeinflusst ein verändertes Zusammenspiel der Muskeln auch die Tonqualität.

## Registerausgleich

### Gesangspädagogische Konzepte zum Registerausgleich
Ein besonderes wichtiges Anliegen in der Gesangspädagogik ist die Vermeidung des Registerbruchs, also der Tatsache, dass der Sänger nicht weich von einem Register in das andere wechseln kann, sondern dass es einen hörbaren Übergang gibt, entweder mit Überlappung im Stimmumfang oder mit einer Lücke. Es ist dagegen das Ideal des europäischen Kunstgesanges, die Registerübergänge zu „verblenden“ und nicht wahrnehmbar zu machen, oder Brüche allenfalls als besonderes Ausdrucksmittel zuzulassen. Ein solcher Sonderfall ist das Jodeln, wobei der rasche Wechsel von der Brust- in die Kopfstimme und zurück als charakteristisches Klangmittel eingesetzt wird.
Als Ergebnis des Registerausgleichs soll dagegen das sog. Einheitsregister entstehen. Um dies zu erreichen, gibt es allerdings zahlreiche, sich z. T. auch widersprechende methodische Ansätze. Dementsprechend variiert auch die Anschauung über Zahl und Art der Register und Lage und Ausprägung der Übergänge sehr stark.
Im Wesentlichen finden sich zwei gegensätzliche Konzepte:
- Ein ganzheitlicher Ansatz geht aus vom Einheitsregister, welches von vornherein die Eigenschaften der verschiedenen Register klanglich mischt. Der Gesangsschüler lernt, ausgehend von diesem Einheitsregister in einem mittleren, bequemen Stimmbereich die Mischung bis in den tiefsten bzw. höchsten Bereich zu expandieren. Nie soll mit „isolierten“ Registern gearbeitet werden, es sei denn, dies soll als besonderes Ausdrucksmittel eingesetzt werden.
- Der funktionale Ansatz geht von der Existenz verschiedener Register aus, die zunächst, entsprechend ihren unterschiedlichen physiologischen Grundlagen, getrennt entwickelt und geübt werden. Die so gestärkten und entwickelten Register werden dann zum Einheitsregister zusammengeführt. Ein prominentes Beispiel ist Cornelius Reid mit seiner Zweiregisterlehre.[9] Er ignoriert das für Gesang kaum genutzte Strohbassregister und ordnet andererseits das Pfeifregister als Sonderform dem Falsett zu. Der Kern seines Konzeptes ist es, dass es zwei und nur zwei Register gibt (Brustregister und Falsett) und dass der Gesangspädagoge diese getrennt zu entwickeln und zu stärken hat, um sie dann koordinierend zusammenzuführen. Das Falsett soll es in vielen Formen geben und es ist so zu entwickeln, dass etwas sängerisch Verwertbares, Wertvolles daraus entsteht. Wenn die beiden Grundregister miteinander koordiniert werden, ändern sich ihre klanglichen und dynamischen Eigenschaften. Aus dem Brustregister wird nach Reid dann die Bruststimme und aus dem Falsett die Kopfstimme. Diese beiden Bestandteile zusammen erst ergeben die „Voce integra“ des lyrischen Gesangs. Der Wechsel zwischen den Registern („Ponticello“) ist im Idealfall kein Bruch, sondern ein stufenweises Umschalten von der Dominanz des einen Mechanismus in die Dominanz des anderen. Reid sieht sich da in Übereinstimmung mit jahrhundertealter Erfahrung und beruft sich z. B. auf Tosi und Mancini. Den Umfang des isolierten Brustregisters definiert Reid als den Stimmbereich vom tiefsten produzierbaren Tons bis zu e´. Das isolierte Falsett besitzt laut Reid einen Umfang von h bis h´. Dies gilt nach Reid unabhängig von Geschlecht oder Stimmfach.

### Funktionale Untersuchungen
In der oben genannten Studie von Henrich konnten Modalstimme und Kopfstimme auf Grund des Elektroglottogramms nicht unterschieden werden. Offensichtlich hat da die Methode ihre Grenzen, da sie nur die Öffnungs- bzw. Schließphasen der Stimmritze misst und keine weitergehenden Aussagen macht, z. B. dazu, welche muskulären Systeme jeweils beteiligt sind. In einer Folgestudie (Castellengo et al.) ließen sie mehrere professionelle Sänger unterschiedlicher Stimmlage in dem Phonationsbereich singen, in dem sie jeweils nach eigenen Angaben die Mittelstimme praktizieren. Als Ergebnis zeigten sich bei den EGG wieder ausschließlich die Mechanismen m I und m II, was der Modalfunktion bzw. der Falsettfunktion entspricht. Die Mischung erfolgt also wahrscheinlich nicht auf der Ebene der Larynx-Einstellung, sondern vielmehr gesteuert durch die Atemführung, Einstellung der Klangintensität und Modifizierung des Klangspektrums durch die Ausnutzung unterschiedlicher Resonanzen und insbesondere Ausbildung des Sängerformanten. Offensichtlich lernen die Sänger, mit dem jeweils einen Register die charakteristischen Eigenschaften des jeweils anderen Registers zu „imitieren“ und umgekehrt, so dass sich vom Höreindruck die beiden Register in der Mittelstimme weitgehend einander nähern. Ein physiologisch eigenes Register ist die Mittelstimme dann nicht.